# Eselssteige

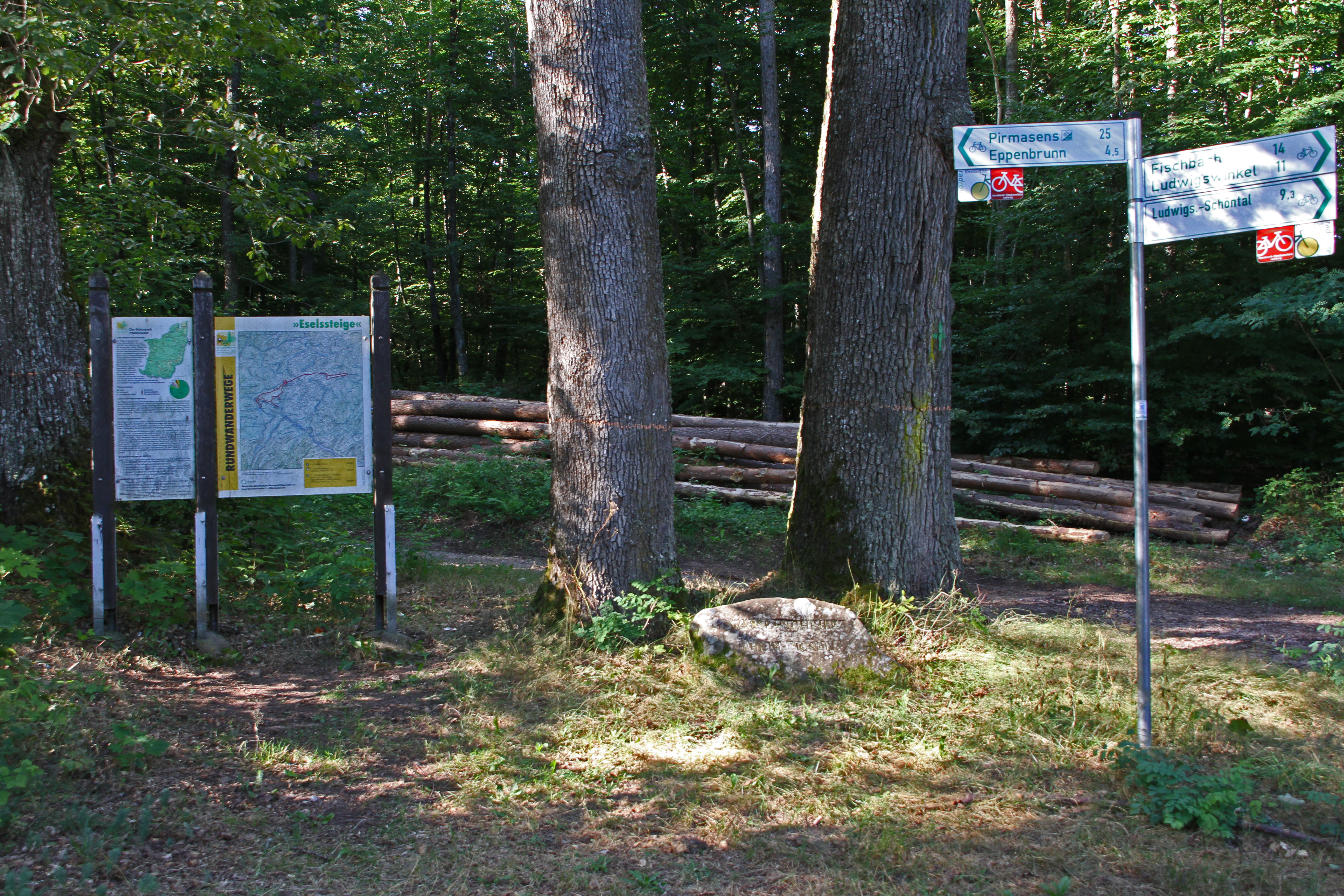
Wegweiser an der Eselssteige mit Hornbach-Fleckenstein-Radweg und Rheinland-Pfalz-Radroute

Die Eselssteige – gelegentlich Eselsteige geschrieben – ist eine Außerortsstraße im Pfälzerwald.

## Geographie
Die sehr kurvenreiche Straße liegt im Osten der Waldgemarkung der Ortsgemeinde Eppenbrunn im südwestlichen Pfälzerwald und hat im Osten ungefähr die Form eines engen, langen V. Sie ist Bestandteil der  Landesstraße 478, die nach Fischbach bei Dahn führt und ist ein Hochpunkt. Im Bereich der Eselssteige befindet sich der Oberlauf der Sauer. In der unmittelbaren Umgebung erstrecken sich mehrere Berge wie der Eselskopf im Norden, die Hohe List im Nordosten und der Erlenkopf im Süden und der Große Biesenberg im Nordosten.

## Geschichte
Das früher ausgetragene Straßenrennen Wasgau-Bergpreis verlief über die Eselssteige. 2017 war die Straße wegen erforderlicher Sanierungen zeitweilig gesperrt. Der Verkehr ist in der Gegenwart von untergeordneter Bedeutung.

## Tourismus
An der Eselssteige gibt es einen gleichnamigen Wanderparkplatz, der alternativ als Waldparkplatz bezeichnet wird. Der Hornbach-Fleckenstein-Radweg und die Rheinland-Pfalz-Radroute verlaufen unmittelbar entlang der Eselssteige. In diesem Bereich, jedoch nicht direkt auf der Straße, verläuft ebenso der mit einem grünen Balken markierte Saar-Rhein-Weg.